# Östra Lapplands ekonomiska region
Östra Lapplands ekonomiska region (finska: Itä-Lapin seutukunta) är en av ekonomiska regionerna i landskapet Lappland i Finland. Folkmängden i regionen uppgick den 1 januari 2013 till 17 900 invånare, regionens totala areal utgjordes av 21 726 kvadratkilometer och därav utgjordes landytan av 20 548,48  kvadratkilometer.  I Finlands NUTS-indelning representerar regionen nivån LAU 1 (f.d. NUTS 4), och dess nationella kod är 194 .  

## Förteckning över kommuner
Östra Lapplands ekonomiska region omfattar följande fem kommuner: 
- Kemijärvi stad
- Pelkosenniemi kommun
- Posio kommun
- Salla kommun
- Savukoski kommun

Samtliga kommuners språkliga status är enspråkigt finska. 